# 稲田秀太郎
稲田 秀太郎（いなだ ひでたろう、安政元年9月9日〈1854年10月30日〉 - 昭和15年8月31日〈1940年8月31日〉）は、日本の政治家、実業家。地主。
伯耆国米子（現、鳥取県米子市紺屋町）出身。元米子町会議員。酒・醤油醸造業合名会社稲田本店代表社員。稲田家の六代目。鳥取県平民。米子銀行監査役。元衆議院議員、稲田家の七代目稲田藤治郎の兄。

## 家族・親族

### 稲田家
（鳥取県米子市紺屋町・米子市久米町、東京都）

## 史料

### 大正5年（1916年）の地主層
当時、商工業の有力者は同時に地主でもあった。この年度における米子町の地価1000円以上の地主名を挙げると次の通りである。10000円〜15000円の部に稲田秀太郎の名前がみえる。
- 1000円〜2000円の部[5]
八幡貞蔵、森尾甚太郎、大塚誠太郎、三好豊吉、渡辺[6]幸四郎、隠岐村初太郎、野坂吉五郎、末好和三、小倉延衛、住田半三郎、今井兼文、富長為太、勝田伝六、久山義英、植田兼蔵
- 2000円〜3000円の部[5]
神庭政七、亀尾定右衛門、亀尾伝三郎、藤谷喜三郎、天野芳太郎、井田虎次郎、有本松太郎、渡辺慶太郎、船越正蔵
- 3000円〜4000円の部[5]
黒田繁夫、天満徳太郎、田中庄次郎、篠原義一、村上常三、長田吉太郎、小西芳太郎、中村藤吉、門脇孝一、津田宗一郎、広戸藤次郎
- 4000円〜5000円の部[5]
砂田竹太郎、坂江まつの
- 5000円〜7000円の部[5]
小坂市太郎、森久太郎、野波令蔵、松浦常太郎
- 7000円〜10000円の部[5]
大谷房太郎、平野万寿子、石賀善五郎
- 10000円〜15000円の部[5]
田村源太郎、近藤なお、益尾徳次郎、杵村喜市、船越作一郎、稲田秀太郎
- 15000円〜20000円の部[5]
木村吉兵衛
- 20000円〜25000円の部[5]
三好栄次郎、後藤快五郎
- 30000円〜35000円の部[5]
野坂茂三郎
- 35000円〜45000円の部[5]
益尾吉太郎
- 70000円〜100000円の部[5]
名島嘉吉郎
- 100000円以上の部[5]
坂口平兵衛

### 国税営業税百円以上納入者及び納入額（綱島幸次郎編『山陰実業名鑑』（大正元年(1912年)12月、帝国興信所米子支所発行）
名島嘉吉郎（博労町）、四百三十四円
木村吉兵衛（東倉吉町）、二百九十五円
稲田秀太郎（紺屋町）、二百八十三円
田村源太郎（糀町）、二百五十八円
後藤快五郎（内町）、百八十四円
益尾岩次郎（道笑町）、百七十八円
野坂茂三郎（法勝寺町）、百七十円
松浦常太郎（紺屋町）、百六十八円
益尾吉太郎（道笑町）、百六十一円
高橋台三郎（法勝寺町）、百五十九円
藤谷善太郎（茶町）、百五十五円
近藤ナオ（糀町）、百五十円
平野猪三郎（道笑町）、百三十一円
砂田竹太郎（紺屋町）、百三十円
茅野治良八（灘町）、百二十七円
三好豊吉（日野町）、百八円
久留藤三郎（灘町）、百六円
野波令蔵（法勝寺町）、百四円
島田松三郎（立町）、百円
小坂市太郎（糀町）、百円